# Coleophora serratella
Coleophora serratella é uma espécie de mariposa do gênero Coleophora pertencente à família Coleophoridae.